# Constantine Samuel Rafinesque
Constantine Samuel Rafinesque-Schmaltz (22. října 1783 Galata, Istanbul – 18. září 1840 Philadelphia, USA) byl francouzsko-americký polyhistor, který pozoruhodně přispěl k rozvoji botaniky, zoologie, studia prehistorických zemin v Severní Americe či lingvistiky předkolumbovských civilizací střední Ameriky.

## Život
Rafinesque se narodil v istanbulské čtvrti Galata v rodině francouzského obchodníka. Vyrůstal v Marseille a již v dětství se zajímal o přírodu. V letech 1802–1804 podnikl první studijní výpravu do Severní Ameriky, později žil v Palermu na Sicílii, kde se rovněž oženil. Když roku 1815 zemřel jeho malý synek, Rafinesque opustil svou ženu a opět odjel do USA tentokrát natrvalo. Roku 1836 učinil svůj největší antropologický objev, jímž byla Walam Olum, legendární historie indiánského kmene Delawarů (Lemape), zaznamenaná pomocí piktogramů. Roku 1839 onemocněl rakovinou žaludku, jíž se snažil léčit pomocí vlastních bylinných přípravků. Léčba však nebyla úspěšná a dokonce urychlila jeho smrt.
Byl výstřední a je často označován za „nevyzpytatelného génia“. Byl samouk, který vynikal v různých oblastech znalostí, jako zoolog, botanik, spisovatel a polyglot. Psal vědecká pojednání z různých vědních oborů, jako jsou antropologie, biologie, geologie a lingvistika, ale za svého života nebyl doceněn. V současné době se však vědci shodnou, že Rafinesque daleko předstihl svoji dobu v mnoha z těchto disciplín.

## Některé druhy živočichů, popsané C. S. Rafinesquem
- korýši
  - rak pruhovaný (Orconectes limosus)
- paryby
  - žralok černoústý (Galeus melastomus)
  - žralok mako (Isurus oxyrhynchus)
  - žralok písečný (Carcharias taurus)
- ryby
  - hiodon zlatooký (Hiodon alosoides)
  - pakaprovec černý, buffalo (Ictiobus niger)
  - sumeček černý (Ameiurus melas)
  - sumeček tečkovaný (Ictalurus punctatus)
- obojživelníci
  - čolek zelenavý (Notophtalmus viridiscens)
  - mloček šedý (Desmoghnatus fuscus)
  - mločík zářivý (Eurycea lucifuga)
  - žábronoš skvrnitý (Necturus maculosus)
- plazi
  - chřestýš zelený (Crotalus viridis)
  - chřestýšek malý (Sisturus catenatus)
- ptáci
  - cistovník rákosníkovitý (Cisticola juncidis)
- savci
  - bobruška (Apalodontia rufa)
  - jelenec ušatý (Odocoileus hemionus)
  - křeček bělonohý (Peramyscus leucopus)
  - psoun prériový (Cynomys ludovicianus)

## Dílo (výběr)
- Specchio delle scienze, Palermo 1814
- Analyse de la nature, Palermo 1815 (nástin nového klasifikačního systému)
- Florula ludoviciana, 1817
- Neogenyton, 1825
- Medical Flora, a manual of the Medical Botany of the United States of North America, 1828–1830
- Atlantic Journal and Friend of Knowledge (osm částí), 1832–1833
- A Life of Travels and Researches in North America and the South of Europe, From 1802 till 1835, Philadelphia, 1836.
- New flora and botany of North America (čtyři části), 1836–1838
- Alsographia americana, 1838
- Sylva tellurana, 1838